# Jay Sean
Kameljit Singh Jhooti vagy ismertebb nevén Jay Sean (Hounslow kerület, 1981. március 26. –) félig indiai, félig angol származású énekes. Működött már együtt ilyen előadókkal: Lil Wayne, Nicki Minaj, Birdman, Lil Jon, Sean Paul, Alesha Dixon. Első albuma 2003-ban, húszéves korában jelent meg. 2008. december 7-én megjelent Tonight című albuma. A dal a Viva Chart Showban egészen a 4. lépcsőfokig eljutott. 
2009. május 31-én megjelent a Down című albuma, amit Lil Waynnel énekelt. 2009. november 3-án megjelent a Do You Remember című dala, amit Sean Paullal és Lil Jonnal közösen énekelt.
- 2010. augusztus 3-án megjelent 2012 című szerzeménye, amelyet Nicki Minajjal együtt énekelt.
- 2011. január 13-án megjelent Every little part of me dala, amelyet Alesha Dixonnal közösen énekelt.
- 2011 februárjában megjelent Hit the light című szerzeménye, amelyet szintén Lil Wayne-nel énekelt.